# Darlia
Darlia là một chi bướm đêm thuộc họ Gelechiidae.